# Лебенсраум
Лебенсраум (њем.  — „животни простор”) њемачки је концепт који обухвата политике и праксе насељеничког колонијализма који се пролиферисао у Њемачкој од 1890-их до 1940-их година. Први пут популаризован 1901. године, Лебенсраум је постао геополитички циљ Њемачког царства у Првом свјетском рату, као кључни елемент Септембарског програма територијалне експанзије. Најекстремнији облик ове идеологије подржавала је Нацистичка партија и нацистичкa Њемачка до краја Другог свјетског рата.
Након доласка Адолфа Хитлера на власт, Лебенсраум је постао идеолошки принцип нацизма и главно оправдање за њемачку територијалну експанзију у средњу и источну Европу. Нацистички Генералплан Ост („Главни план Исток”)био је заснован на тим принципима. Планом је одређено да већина аутохтоног становништва средње и источне Европе буде трајно уклоњено (било кроз масовну депортацију у Сибир, убиства или поробљавање), укључујући Пољаке, Украјинце, Русе, Чехе и остале словенске народе који су сматрани расно инфериорним и неаријевцима. Нациситчка влада је имала циљ за поновно насељавање ових области германским колонистима у име Лебенсраума током Другог свјетског рата и касније. Цјелокупно аутохтоно становништво требало је бити десетковано изгладњивањем, дозвољавањем да се од њихових пољопривредних вишака храни Њемачка.

## Други светски рат
У својој књизи Мајн кампф, Адолф Хитлер је детаљно описао своје виђење да је немачком народу потребан лебенсраум, животни простор - земљиште и сировине за Велику Немачку - и да се то има наћи на истоку. Ови науми су били спровођени нацистичком политиком убијања, депортовања германизације и поробљавања Пољака, а касније и Руса и осталих словенских народа, и каснијим насељавањем територија расно чистим немачким народом. Био је план да се целокупна урбана популација истреби изгладњивањем, и на тај начин се створи пољопривредни суфицит којим би се хранила Немачка.